# Мировский, Николай Тимофеевич
Николай Тимофеевич Мировский — молдавский советский хозяйственный, государственный и политический деятель, Герой Социалистического Труда.

## Биография
Родился в 1921 году в селе Николаевка. Член КПСС с 1962 года.
С 1951 года — на хозяйственной, общественной и политической работе. В 1951—1982 гг. — свинарь, оператор по откорму свиней производственного объединения «Колхозживпром» Лазовского района Молдавской ССР.
Указом Президиума Верховного Совета СССР от 22 марта 1966 года присвоено звание Героя Социалистического Труда с вручением ордена Ленина и золотой медали «Серп и Молот».
Депутат Верховного Совета Молдавской ССР 6-го и 7-го созывов.
За значительное увеличение валового производства высококачественной продукции животноводства на основе применения прогрессивной технологии был в составе коллектива удостоен Государственной премии СССР за выдающиеся достижения в труде 1975 года.
Умер после 1982 года.